# مجتبی جعفری (سیاستمدار)
سید مجتبی جعفری سیاست‌مدار ایرانی بود، که در دوره بیست و یکم مجلس شورای ملی و  دوره بیست و چهارم مجلس شورای ملی به عنوان نماینده گلپایگان و خوانسار از استان اصفهان در مجلس شورای ملی حضور داشت.